# Benedikt Dyrlich
Benedikt Dyrlich (né le 21 avril 1950 à Räckelwitz) est un écrivain, homme politique et journaliste sorabe.

## Biographie
Benedikt Dyrlich est le deuxième de six enfants et grandit à Neudörfel dans la partie sorabe-catholique de la Haute-Lusace. Le père est un petit fermier et artisan sorabe. La mère est décédée lorsqu'il a 16 ans. En 1956, il entre à l'école sorabe de Räckelwitz, qu'il fréquente jusqu'en 1964.
Après avoir assisté au pré-séminaire épiscopal à Schöneiche près de Berlin, il étudie la théologie et la philosophie catholiques à Erfurt. Après avoir terminé ses études avec succès, Dyrlich, qui épouse Monika Rozowski en 1973, travaille comme infirmier à Karl-Marx Stadt et rattrape son Abitur en cours du soir jusqu'en 1973. De 1973 à 1975, il travaille comme dramaturge au Théâtre populaire germano-sorabe de Bautzen, suivi d'un diplôme d'études théâtrales à Leipzig jusqu'en 1980.
Au cours de la période de changement politique en 1989-90, il est actif au sein de l'Assemblée du peuple sorabe. En 1990, il est élu au Landtag de Saxe en tant que membre du SPD et est également président du SPD du sous-district de la Haute-Lusace. La même année, Dyrlich est membre du Groupe de travail sur la constitution de l'État, qui élabora le projet de nouvelle constitution de l'État libre de Saxe. Lors des élections nationales de 1994, il rate sa réélection au Landtag. De 1995 à 2011, il est rédacteur en chef du journal du soir sorabe Serbske Nowiny. Depuis 2011, il est impliqué dans le groupe d'initiative « Serbski sejmik », qui appelle à la création d'un parlement sorabe élu. En tant que témoin contemporain de la réunification, il est activement impliqué dans le portail des témoins contemporains 20 ans de révolution pacifique et d'unité allemande.
Dyrlich, qui est  président de l'Association des artistes sorabes jusqu'en 2014 et est membre du Sénat culturel saxon et du PEN Center Germany, écrit de la poésie et de la prose en sorabe et en allemand. Il est considéré comme l'un des poètes sorabes contemporains les plus originaux.
Benedikt Dyrlich vit à Dresde et à Bautzen.

## Publications
- Fijałkojty čas, Domowina-Verlag, Bautzen 1963.
- Zelene hubki, Domowina-Verlag, Bautzen 1975.
- Třeće wóčko, Domowina-Verlag, Bautzen 1978.
- Nocakowanje, Domowina-Verlag, Bautzen 1980.
- Grüne Küsse, Aufbau-Verlag, Berlin 1980.
- W paslach, Domowina-Verlag, Bautzen 1986.
- Hexenbrennen, Aufbau-Verlag, Berlin 1988.
- Tři pjeršćenje/Drei Ringe, Domowina-Verlag, Bautzen 1990.
- Fliegender Herbst, Domowina-Verlag, Bautzen 1994.
- Wotmach womory, Domowina-Verlag, Bautzen 1997.
- Wobraz ze skibami, Domowina-Verlag, Bautzen 2001.
- Stysk wyska, Domowina-Verlag, Bautzen 2006.
- Widźu nana, widźu mać, Domowina-Verlag, Bautzen 2007.
- Cyblowe suknički,, Domowina-Verlag, Bautzen 2008.
- Parabola. Winicka metska drukarnia 2010.
- Der Tiger im Pyjama / Tiger w nócnej košli, Domowina-Verlag, Bautzen 2012.
- in der falle. Leben und Poesie vor und nach der Wende, mit 20 Grafiken von Ines Arnemann und einem Vorwort von Dietrich Scholze. Pop Verlag, Ludwigsburg 2014.
- Surreale Umarmung. Wortkunst lyrisch und prosaisch, mit 22 Grafiken von PAPI und einem Vorwort von Dietrich Scholze. Pop Verlag, Ludwigsburg 2016.
- Zlět zelenych wuchačkow, Domowina-Verlag, Bautzen 2016.
- Grüne Hasen dampfen ab. Geschichten, Mit fünf Zeichnungen von Jorge Heilpern. Pop Verlag, Ludwigsburg 2018.
- Doma we wućekach / Leben im Zwiespalt, Memoiren. Zwei Teile, Domowina-Verlag, Bautzen 2018/2019.

## Récompenses
- 2010 : Médaille constitutionnelle saxonne
- 2011 : Prix Ćišinski
- 2019 : Prix Andreas-Gryphius